# Glaenzer & Cie.
Glaenzer & Cie. war ein französisches Unternehmen und zeitweise Hersteller von Automobilen.

## Unternehmensgeschichte
Das Unternehmen aus Paris stellte Kugellager her. Etwa 1908 begann die Produktion von Automobilen. Der Markenname lautete Horse Shoe. Der Vertrieb erfolgte ausschließlich nach England. Etwa im gleichen Jahr endete die Automobilproduktion.

## Fahrzeuge
Im Angebot standen zwei Modelle. Im kleineren Modell sorgte ein Einzylindermotor mit 8 PS Leistung für den Antrieb. Die offene Karosserie bot Platz für zwei Personen. Ein Zweizylindermotor mit 12 PS Leistung trieb das größere Modell an. Es war ein Viersitzer. In beiden Modellen war der Motor vorne im Fahrzeug montiert und trieb über eine Kardanwelle die Hinterachse an. Der Kühlergrill hatte die Form eines Hufeisens.